# بيت الوعل (الحيمة الخارجية)

تعديل مصدري - تعديل

بيت الوعل هي إحدى قرى عزلة الربع بمديرية الحيمة الخارجية التابعة لمحافظة صنعاء، بلغ تعداد سكانها 97 نسمة حسب تعداد اليمن لعام 2004.